# Bánh cà rốt
Bánh cà rốt là một món bánh ngọt có cà rốt là một trong những thành phần chính tạo nên hương vị đặc trưng của bánh. Bánh có dạng mềm và thường kèm theo các loại hạt ngũ cốc như hạt dẻ, hồ đào, óc chó khi ăn ngoài cảm giác thơm mềm, còn có thêm vị bùi của các loại hạt trên. Khi chế biến bánh, cà rốt được nấu mềm đảm bảo cho bánh mềm, dẻo quánh. Cà rốt cũng chủ động làm nổi bật hương vị, cấu trúc và hình dạng bánh. Loại bánh này khá phổ biến ở châu Âu.

## Nguyên liệu và chế biến
Bánh cà rốt giống "bánh mì nhanh" (quick bread) ở phương pháp chuẩn bị (trộn chung các nguyên liệu ướt như đường và trứng, trộn chung các nguyên liệu khô, trộn hai hỗn hợp khô và ướt với nhau) và có tính chất "kiên định" khi thành phẩm (đặc hơn bánh bông lan thường và lợn cợn thô ráp hơn). Ngoài ra còn có thể thêm vào bánh nho khô, các loại hạt hay ăn với kem phô mai tùy thích.

### Công thức tham khảo
- Cà rốt gọt vỏ, bào mịn: 2 trái.
- Sau đó trộn hỗn hợp (280g) bột mì, 1/2 muỗng baking soda, 1/2 muỗng bột quế vào chung một tô để riêng.
- Trong một tô khác, bỏ (150g) đường trắng và trứng: 4 quả rồi dùng máy đánh trứng đánh lên cho đến khi nổi bọt khoảng 1 phút. Đánh cho đến khi hỗn hợp trở nên sệt lại.
- Tiếp đến băm nguyễn vỏ chanh và vỏ cam bỏ vào chén riêng. Trộn hạt óc chó vào hỗn hợp cà rốt, vỏ chanh, vỏ cam ở trên vào hỗn hợp bột ở trên. Tiếp đó bỏ bơ nhạt (50g) vào hỗn hợp bột. Đánh hỗn hợp bột lên cho đến khi hỗn hợp quện đều.
- Bỏ hỗn hợp bánh vào khuôn. Nướng ở vị trí giữa lò khoảng từ 30-35 phút ở tốc độ thấp cho đến khi thử xiên tăm vào bánh, rút ra thấy khô là được.
- Sau đó bỏ bánh ra khỏi lò, để yên 5 phút cho nguội bớt rồi để bánh lên giá lưới, bóc bỏ lớp giấy lót rồi để bánh nguội hẳn.
- Trét phần cream cheese vào mặt trên của bánh và thưởng thức. Có thể dùng bánh ăn kèm với nước Sốt chanh dây để tăng thêm vị ngon của bánh.

## Trình bày

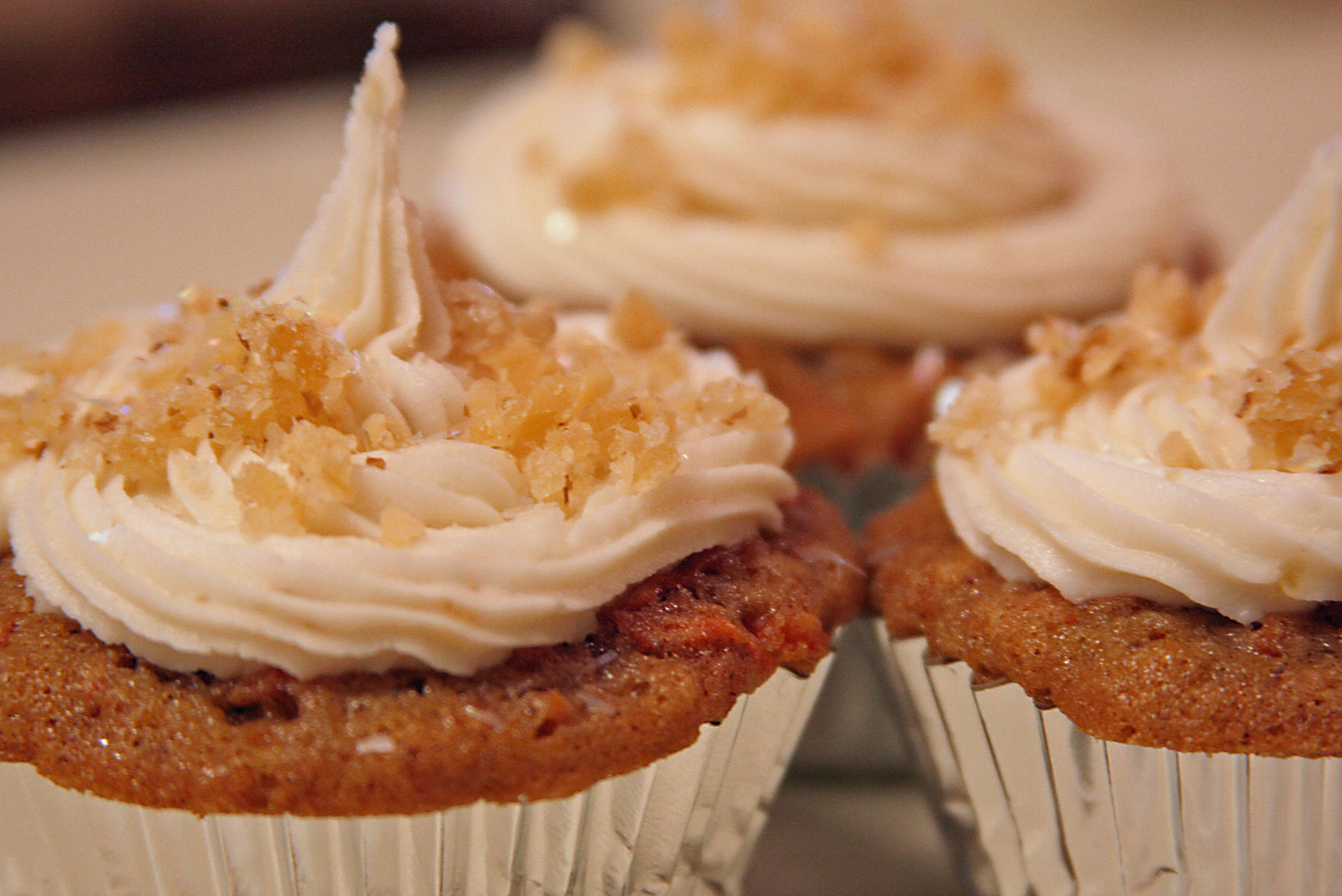
Cupcake cà rốt

Bánh cà rốt có thể ăn không hoặc ăn với kem trứng, kem phô mai,... Các dạng thường gặp của bánh cà rốt là ổ bánh, cái bánh hay bánh cupcake cà rốt. Taị Anh và Bắc Mỹ có loại đóng gói và loại bánh tươi từ tiệm bánh. Nhiều khi bánh cà rốt còn được làm thành bánh nhiều lớp. 

## Lịch sử
Cà rốt đã được dùng làm bánh ngọt từ thời Trung cổ, khi mà chất làm ngọt thì hiếm và mắc còn cà rốt thì ngọt chỉ thua của cải đường lại dễ kiếm. Nguồn gốc của bánh cà rốt còn gây tranh cãi. Sử nổi tiếng trở lại của bánh cà rốt tại Anh có lẽ do sự thiếu thốn trong Thế chiến thứ 2, và sự giới thiệu kỹ lưỡng của Bobby Charlton sau đó.
Bánh cà rốt trở nên phổ biến tại nhà hàng và quán cà phê ở từ đầu thập niên 1960. Ban đầu là hàng "mới lạ", nhưng càng về sau càng được thực khách yêu thích. Năm 2005, bánh cà rốt với kem phô mai được bầu chọn đứng hạng 5 trong số các mốt ăn uống nhất thời thập niên 70. Theo khảo sát của Radio Times năm 2011, bánh cà rốt là bánh ngọt yêu thích của nước Anh